# DN21A
De DN21A (Drum Național 21A of Nationale weg 21A) is een weg in Roemenië. Hij loopt van Bărăganul naar Țăndărei. De weg is 23 kilometer lang.